# Mount Petlock
Mount Petlock är ett berg i Antarktis. Det ligger i Östantarktis. Nya Zeeland gör anspråk på området. Toppen på Mount Petlock är 3 195 meter över havet.
Terrängen runt Mount Petlock är varierad. Trakten är obefolkad. Det finns inga samhällen i närheten.